# Le Mystère Macpherson
Le Mystère Macpherson est un documentaire de Serge Giguère paru en 2014. Le film porte sur la démarche de Martine Chartrand pour son film MacPherson.

## Synopsis
Inspirée par la chanson Mac Pherson de Félix Leclerc, Martine Chartrand se lance dans un projet de court métrage de peinture sur verre sur le personnage décrit dans les paroles, Frank Macpherson. Les recherches qu'elle mène pour connaître ce dernier la conduiront de  Trois-Rivières à la Jamaïque, en passant par Toronto. Elle découvre un homme réservé, mais brillant, qui faisait en quelque sorte partie de la famille du poète.

## Fiche technique
- Réalisation : Serge Giguère
- Scénario : Serge Giguère
- Caméra : Serge Giguère
- Prise de son : Claude Beaugrand
- Montage : Annie Jean
- Musique : Bertrand Chénier
- Pays d'origine :  Québec
- Genre : Documentaire
- Durée : 77 minutes
- Production : Nicole Hubert, Sylvie Van Brabant et Colette Loumède (Productions du Rapide-Blanc, Office national du film du Canada)
- Distribution : Office national du film du Canada

## Distinctions
- 2015 : Jutra, meilleur documentaire[1]